# Thelonious Monk at the Blackhawk
Thelonious Monk at the Blackhawk é um álbum de jazz do pianista Thelonius Monk, lançado em 1960.

## Faixas
1. Let's Call This (Thelonious Monk) – 8:33
2. Four in One (Monk) – 8:41
3. I'm Getting Sentimental Over You (George Bassman, Ned Washington) – 6:14
4. Epistrophy (Monk, Kenny Clarke) – 6:41
5. Evidence (Monk) – 7:09
6. San Francisco Holiday (Worry Later) (Monk) – 9:10
7. 'Round Midnight (Monk, Cootie Williams, Bernie Hanighen) – 12:07
8. Epistrophy (Monk, Clarke) – 0:59

## Intérpretes
- Thelonious Monk - Piano
- John Ore - Baixo
- Harold Land - Saxofone tenor
- Charlie Rouse - Saxofone tenor
- Billy Higgins - Bateria
- John Gordon - Trompete